# Jamesonia longipetiolata
Jamesonia longipetiolata är en kantbräkenväxtart som först beskrevs av Georg Hans Emmo Wolfgang Hieronymus, och fick sitt nu gällande namn av Maarten J.M. Christenhusz. Jamesonia longipetiolata ingår i släktet Jamesonia och familjen Pteridaceae. Inga underarter finns listade.